# Гальонка Олексій Анатолійович
Гальонка Олексій Анатолійович (24 березня 1952, Київ — 3 січня 2025, Чернігів) — український філолог, кандидат педагогічних наук, доцент, професор, президент Асоціації вчителів та викладачів української мови і літератури. Трагічно загинув 3 січня 2025 року під час ракетної атаки Чернігова російськими терористами.

## Життєпис
Працював вчителем української мови і літератури Мокровеличківської школи Ріпкинського району Чернігівської області.
Надалі його доля була пов'язана з Чернігівським обласним інститутом післядипломної педагогічної освіти, де він був  методистом, завідувачем науково-методичного кабінету української мови й літератури, заступником директора, проректором з науково-методичної роботи.
У 1984-1987 роках навчався у аспірантурі Інституту педагогіки, де у 1988 році захистив дисертацію з методики української літератури на здобуття наукового ступеня кандидата педагогічних наук.

## Освітньо-наукова діяльність
Завдяки його дослідженням та активної організаційної діяльності було вдосконалено систему роботи щодо фахової перепідготовки вчителів, започатковано ряд ініціатив, самобутніх освітянських проєктів, зокрема Чернігівських педагогічних зустрічей, які об’єднували лауреатів і переможців всеукраїнського конкурсу «Учитель року» у номінаціях «Українська мова і література», «Зарубіжна література».
Автор понад ста наукових педагогічних публікацій.

## Громадська діяльність
У 2010 році був обраний президентом Асоціації вчителів та викладачів української мови і літератури.

## Нагороди
- Заслужений працівник освіти України (4.10.2015) [2].
- Нагрудний знак МОН України «Відмінник освіти»

## Трагічна смерть
3 січня 2025 року під час ракетної атаки міста Чернігова отримав смертельні осколкові поранення.
Церемонія прощання та поховання відбулася 7 січня 2025 року. Похований у Чернігові.